# Karizma (glazbeni sastav)
Karizma, hrvatski kršćanski sastav duhovne glazbe.

## Povijest
Djelovanje počinje s dolaskom Slavka Nedića u Zagreb. Dolaskom u Zagreb 1980. godine nastavlja se Nedić aktivnije baviti glazbom, posebice duhovnom glazbom protkanom novijim glazbenim oblicima. Na festivalu duhovne glazbe Uskrs festu nastupa od 1981. do 1989. godine. Uskoro je osnovan sastav Karizma. 
Prvi album Pobjednici smrti sadrži nekoliko kompozicija koje su osvojile nagrade na Uskrsfestu: Gospodine hvala (Uskrsfest 1981.), Pobjednici smrti (Uskrsfest 1983.), Gospodin je (1. mjesto, Uskrsfest 1983.), Nemoj me ubit majko (Uskrsfest 1983., nagrada publike) na kojoj vokalne dionice pjevaju Lidija Delhusa i Silvana Nikpolj. Na prvom se albumu trebala naći skladba Božić na snijegu, skladana na stihove Rajmunda Kuparea, no zbog nečije odluke kod glazbenog nakladnika skladba nije uvrštena. Skladba Nemoj me ubit majko, prevedena je na engleski, talijanski i njemački. Božić na snijegu ipak je uvršten na album kršćanske grupe Alfe. Skladbe Karizme skladao je najviše Slavko Nedić, pa Renato D'Andrea i Ivanka Ratkajec. Tekstove su pisali Marica Gamulin, Marinko Barbiš, A. Maraus, Anto Stojić, Ivan Golub, Nenad Mirko Novaković i Slavko Nedić. Glazbu su aranžirali Davor Rocco (svirao u grupama Spektar, Veseli kojoti, glazbenici s kojima je surađivao su Drago Mlinarec, Grupa 220, Darko Rundek, Neca Falk, Agape, The Bambi Molesters...) i Slavko Nedić. Nedić i Rocco su producirali albume. S Karizmom je na izradi albuma surađivali su poznati glazbenici, pored ostalih Bruno Kovačić, Silvestar Dragoje (Neki to vole vruće), Mario Mavrin (BP Trio), Enio Vučeta (Legija) i dr. Album Pobjednici smrti snimili su u Zagrebu u studiju SIM. Album Ako sam već rijeka snimili su u zagrebačkom studiju Oktava 1987. godine.
Obje kazete sadrže skladbe duhovne tematike glazbeno protkane kombinacijom tradicionalnih crkvenih glazbenih oblika (crkvena polifonija) te novijim glazbenim stilovima (pop i simfo rock, šansona i new age).

## Diskografija
- Pobjednici smrti, studijski album, Glas Koncila, 1984.
- Ako sam već rijeka, studijski album, Dominikanski provincijalat, 1987.

## Članovi

### Na albumu Pobjednici smrti
- glasovi: Snježana Katanec, Lili Potočnjak, Enio Vučeta
- flauta i glas: Gordana Toplak
- klavijature: Nenad Rožić
- gitara: Dražen Šabijan

### Na albumu Ako sam već rijeka
- klavijature: Nenad Rožić
- bas-gitara: Miljenko Vuić
- bubnjevi: Tomislav Vlašić
- saksofon: Miroslav Kadoić
- gitara, klavijature: Slavko Nedić O.P.
- vokali: Ivanka Ratkajec, Angela Gaši, Lidija Mađerčić, Bruno Kovačić, Božidar Tkalec, Dagna Blašković, Branko Požgajec, Slavko Nedić i zbor Raspjevani anđeli

## Vanjske poveznice
- Discogs Karizma
- Discogs Slavko Nedić